# Zdzisław Schneider
Zdzisław Schneider (ur. 15 listopada 1931 w Swarzędzu, zm. 24 października 2018) – polski zapaśnik i trener zapasów.

## Życiorys
Trenowanie zapasów rozpoczął w wieku 13 lat. Od początku kariery reprezentował barwy Unii Swarzędz, w którym to klubie był jednym z założycieli sekcji zapasów w stylu klasycznym. Na mistrzostwach Polski seniorów wywalczył dziewięć tytułów mistrzowskich: 1949 (52 kg), 1950 (52 kg), 1951 (52 kg), 1953 (57 kg), 1954 (57 kg), 1955 (57 kg), 1956 (57 kg), 1957 (57 kg), 1958 (57 kg), oraz dwa tytuły wicemistrzowskie: 1952 (57 kg), 1959 (57 kg)
Podczas odbywania zasadniczej służby wojskowej we Wrocławiu został powołany do kadry narodowej na Letnie Igrzyska Olimpijskie 1952 w Helsinkach (na których jednak nie startował). Jako reprezentant kraju brał udział w licznych zawodach międzynarodowych, zdobywając m.in. trzecie miejsce w Pucharze Świata w Stambule (1957) oraz drugie miejsca na turniejach w Finlandii i Czechosłowacji.
Po zakończeniu kariery zawodniczej w 1968 roku rozpoczął pracę trenerską. Jego wychowankami byli m.in. Ludwik Pluta, Jan Pluta i Józef Wanat. W 2002 roku otrzymał tytuł „Zasłużony dla Miasta i Gminy Swarzędz”, natomiast w 2017 roku został wybrany Sportowcem Jubileuszu 380-lecia Swarzędza.
Został pochowany na cmentarzu w Gortatowie.